# Dendronephthya habereri
Dendronephthya habereri är en korallart som beskrevs av Kükenthal 1905. Dendronephthya habereri ingår i släktet Dendronephthya och familjen Nephtheidae. Inga underarter finns listade i Catalogue of Life.